# Camps-Saint-Mathurin-Léobazel
Camps-Saint-Mathurin-Léobazel är en kommun i departementet Corrèze i regionen Nouvelle-Aquitaine i de centrala delarna av Frankrike. Kommunen ligger  i kantonen Mercœur som tillhör arrondissementet Tulle. År 2022 hade Camps-Saint-Mathurin-Léobazel 208 invånare.

## Befolkningsutveckling
Antalet invånare i kommunen Camps-Saint-Mathurin-Léobazel
Referens:INSEE